# Propaganda na Coreia do Norte
O padrão de exibição de propaganda na Coreia do Norte é baseado na ideologia Juche e na promoção do Partido dos Trabalhadores da Coreia. Muitas fotos dos líderes nacionais são postadas em todo o país.

## Temas

### Culto à personalidade

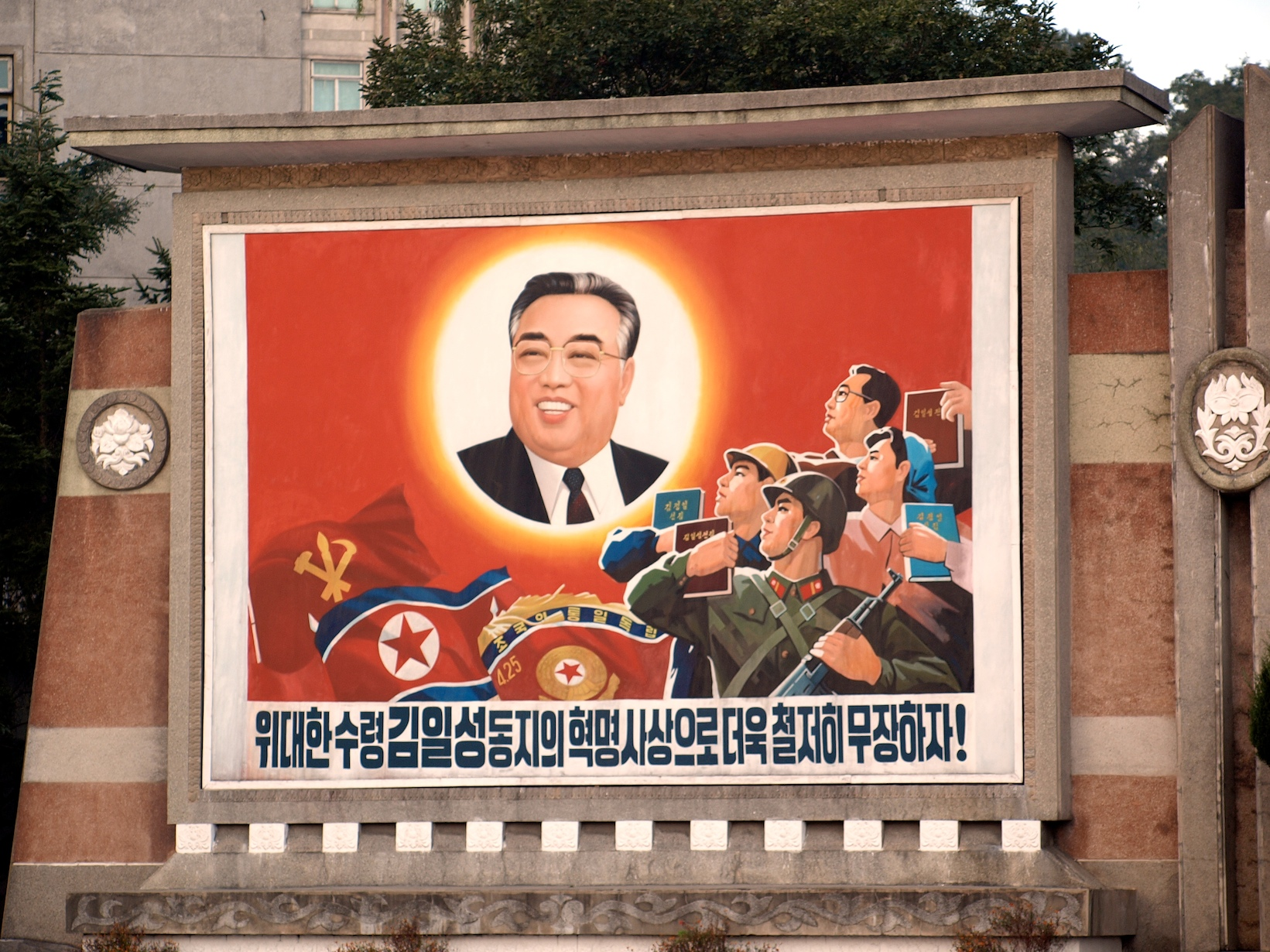
Um mural de Kim Il-sung fora de um hotel norte-coreano.

Em décadas anteriores, a propaganda norte-coreana foi crucial para a formação e promoção do culto de personalidade centrado em torno do fundador do Estado totalitário, Kim Il-sung.